# Labour of Love IV
Labour of Love IV è il diciassettesimo album in studio del gruppo musicale britannico UB40, pubblicato nel 2010.
Si tratta di un disco di cover.

## Tracce
1. Don't Want To See You Cry (Ken Boothe) – 3:50
2. Get Along Without You Now (The Melodians) – 3:49
3. Bring It On Home to Me (Sam Cooke) – 4:34
4. Cream Puff (Johnny Nash) – 2:50
5. Easy Snappin' (Theo Beckford) – 3:11
6. Holiday (The Sensations) – 3:42
7. Close To Me (Derrick Harriott) – 3:56
8. Man Next Door (The Paragons) – 5:14
9. Tracks of My Tears (Smokey Robinson and The Miracles) – 3:23
10. True, True, True (Ken Parker) – 2:55
11. Boom Shacka Lacka (Hopeton Lewis) – 3:32
12. You're Gonna Need Me (Errol Dunkley) – 3:00
13. A Love I Can Feel (John Holt) – 4:01
14. Baby Why (Keble Drummond) – 3:35